# 川上ジュリア
川上ジュリア（かわかみ ジュリア、1993年12月13日 - ）は、北海道出身の女優、歌手。
ボーカルの川上のみで構成された一人バンドJURIAN BEAT CRISIS（ジュリアン ビート クライシス）として活動していた。JURIAN BEAT CRISISは、2009年9月2日にavex traxよりメジャーデビュー。作詞に際しては本名の川上朱莉杏（かわかみ じゅりあ）名義で行う。株式会社ARCHを2017年に退所した後は、フリーで活動している。
血液型はA型、身長は153cm。

## 来歴
2006年のオーディションa-motionにて1万人の中からグランプリを獲得した後、15歳で上京。アクターズスタジオ北海道本部校出身。
本名の川上朱莉杏名義で、テレビドラマ、土曜ワイド劇場『ラーメン刑事「龍」の殺人推理4』（2003年9月20日放送分）や、『いのちのいろえんぴつ』に出演していた。
デビュー曲以降は12か月連続でシングルがリリースされ、その後にベストアルバムが発売された。2009年9月2日発売のデビュー曲「Go! Let's Go!」は、ブルボンプチシリーズのコマーシャルソングに2009年7月27日から採用されている。
2011年には、朝日放送（ABC）が放送する「第93回全国高等学校野球選手権大会」、関連番組で使用される「2011 ABC夏の高校野球応援ソング」に「ずっとここから」が起用された。また、同時に「熱闘！高校野球マネージャー」に就任し、同局の番組を応援していた。
2012年4月には、女優業に転向した。

## 出演

### テレビドラマ
- 悪霊病棟（2013年7月18日 - 9月26日、MBS） - 鈴木彩香 役
- イタズラなKiss2〜Love in TOKYO（2014年12月29日 -2015年4月6日 、フジテレビ） - 品川真里奈 役[4]
- 土曜ワイド劇場 法医学教室の事件ファイル40（2015年2月14日、テレビ朝日） - 西脇美里 役
- 警視庁ナシゴレン課 第7話（2016年11月29日、テレビ朝日） - 三人日(しのまえはる)役

### バラエティ
- ジュリビーちゃんねる（フジテレビTWO） - レギュラー番組[5]
- ミクダヨーといっしょダヨー（2013年10月開始、YouTube、ニコニコ動画でWEB配信）
- ロンドンハーツ3時間スペシャル（2014年7月15日、テレビ朝日） - LIQUID 青葉 役
- テイバン・タイムズ 「特別編②ぜひ見て欲しいテイバン情報をクイズ形式で振り返る」（2020年6月21日、BS朝日） 準レギュラー出演

### 舞台
- 2LDK（青山円形劇場、2010年5月1日 - 5日） - 松本希美 役
- HOLSTEIN KILLER NEVER DIE!!（ザ・ポケット、2012年2月15日 - 19日） - 主演・山城あすか 役
- VISUALIVE『ペルソナ4』the EVOLUTION（天王洲 銀河劇場、2012年10月3日 - 9日） - 白鐘直斗 役
- 発情ジュリアス・シーザー（青山円形劇場/ 地方、2012年2月21日 - 4月7日） - 主演・ジュリアス・シーザー 役
- SOLID（赤坂RED/THEATER、2013年7月12日 - 21日） - 木戸裕美子 役
- 桃太郎外伝〜黄金の夜明け〜（築地本願寺ブディストホール、2012年10月18日） - アナスタシア 役[注 1]
- 一騎当千（博品館劇場、2012年11月30日 - 12月9日） - 賈詡文和 役
- マルガリータ〜戦国の天使たち〜（EX THEATER ROPPONGI、2014年9月27日 - 10月5日） - ヒロイン・珠 役
- 一週間フレンズ。（CBGKシブゲキ!!、2014年11月14日 - 24日） - 山岸沙希 役
- 悪（2015年1月28日 - 2月8日、紀伊國屋ホール） - 津島沙奈 役
- 神様はじめました THE MUSICAL♪（東京芸術劇場中ホール、2015年3月21日 - 29日） - 鳴神姫 役
- ぷよぷよ オンステージ（赤坂ACTシアター、2015年5月2日 - 6日） - アコール先生 役[6]
- 五右衛門烈風伝～百万両の金魚～（築地本願寺ブディストホール、2015年7月15日 - 7月20日）
- 放課後に星はみえるか（中野・テアトルBONBON、2017年2月15日 - 2月20日） - ダブル主演・柳下星蘭 役

### ミュージカル
- 源氏物語×大黒摩季songs〜ボクは、十二単に恋をする〜（天王洲 銀河劇場、2012年5月11日 - 20日） - 紫の上 役
- ドリームハイ（新国立劇場、2012年7月3日 - 20日） - ユン・ベクヒ 役
- 神様はじめました THE MUSICAL（東京芸術劇場、2015年3月21日 - 29日） - 鳴神姫 役